# Eduardo Romero (golfista)
Eduardo Alejandro Romero (Villa Allende, Córdoba, 17 de julio de 1954-Villa Allende, 13 de febrero de 2022) fue un golfista y político argentino. Jugó en Latinoamérica en el Tour de las Américas y en su predecesor, el "Tour Sudamericano", en el European Tour y en el Senior Tour de golf en los Estados Unidos y Europa. Alcanzó el top 20 en la clasificación mundial. En 2015 fue elegido intendente de Villa Allende por el partido político Propuesta Republicana, siendo reelecto en 2019.

## Biografía
De origen extremadamente humilde, nació frente al campo de golf de Villa Allende, donde su padre fue caddie e instructor. El joven Eduardo hacía trabajos de carpintería y jardinería y a la tarde ayudaba a su padre en el golf. En 1978 se casó con Adriana García, con quien tuvieron una hija, Dolores, en 1981. Recién a los 29 años comenzó su carrera como jugador profesional; uno de sus primeros torneos fue el Abierto del Norte de 1984.
Se convirtió en virtual mentor de Ángel Cabrera, también nacido en Villa Allende, ganador del Masters de Augusta y del Abierto de los Estados Unidos.
A uno de sus amigos se le ocurrió el sobrenombre Gato por su estrategia para jugar los torneos, manteniéndose al acecho en las primeras vueltas para desplegar un juego más agresivo hacia el final: "...él decía que siempre hacía lo mismo en los torneos: el primer día estaba atrás, el segundo día acechaba, el tercero me ponía al lado y al cuarto saltaba encima. “Eso es típico de un gato”, me dijo. “Ahí viene el gato, el gato”, decía en voz alta y me quedó nomás. Hoy en todas partes del mundo me conocen por ese apodo".
Es autor de un libro autobiográfico.

## Carrera deportiva
Comenzó a jugar en el Tour Europeo en 1985 y como miembro pleno de 1988 a 2005. Durante su trayectoria, ganó 8 torneos y alcanzó el puesto 19 en la Clasificación mundial de golfistas masculinos (OWGR). En 2002 se convirtió en el vencedor del European Tour de más edad (detrás de Des Smyth y Neil Coles) cuando ganó el Abierto de Escocia tres días antes de cumplir 48 años. 2002 fue su año más exitoso, ya que fue quinto en la Orden de Mérito. Fue número 50 en 2004, y segundo en su primer torneo sénior, el Abierto Británico Senior. En 2005 ganó su primer título sénior en el European Seniors Tour y su primer major: el Travis Perkins Senior Masters y también el Wentworth Senior Masters dos veces consecutivas, en 2005 y 2006. En 2006, perdió en una eliminatoria contra Loren Roberts en el Abierto Británico Senior y ganó una otra contra Lonnie Nielsen en el JELD-WEN Tradition en su primera victoria en el Champions Tour. Ganó el U.S. Senior Open, su segundo major; en el Broadmoor Golf Club en Colorado Springs en 2008. En el año 2000 recibió el Premio Konex de Platino como el mejor golfista de la década 1990-1999. En 1990 y 2010 recibió el Premio Konex - Diploma al Mérito como uno de los cinco mejores golfistas de la década en Argentina.
Romero ganó más de 80 torneos en Latinoamérica. Representó numerosas veces a Argentina en la Copa del Mundo y en la Copa Alfred Dunhill y participó en la UBS Cup en 2002 y 2003.

## Torneos y premios

### Torneos profesionales ganados (74)

#### Triunfos en el PGA European Tour (8)
| N.º | Fecha                    | Torneo                | Resultado ganador     | Margen    | Segundo puesto                       |
| --- | ------------------------ | --------------------- | --------------------- | --------- | ------------------------------------ |
| 1   | 17 de septiembre de 1989 | Trophée Lancôme       | −22 (69-65-66-66=266) | 1 golpe   | Bernhard Langer, José María Olazábal |
| 2   | 25 de marzo de 1990      | Volvo Open di Firenze | −23 (68-66-64-67=265) | 1 golpe   | Russell Claydon, Colin Montgomerie   |
| 3   | 12 de mayo de 1991       | Open de España        | −13 (68-63-72-72=275) | Playoff   | Severiano Ballesteros                |
| 4   | 30 de junio de 1991      | Abierto de Francia    | −7 (69-69-67-76=281)  | 2 golpes  | José María Olazábal, Sam Torrance    |
| 5   | 22 de mayo de 1994       | Abierto de Italia     | −16 (69-67-69-67=272) | 1 golpe   | Greg Turner                          |
| 6   | 4 de septiembre de 1994  | European Masters      | −22 (64-68-66-68=266) | 1 golpe   | Pierre Fulke                         |
| 7   | 10 de septiembre de 2000 | European Masters      | −23 (64-68-62-67=261) | 10 golpes | Thomas Bjørn                         |
| 8   | 14 de julio de 2002      | Abierto de Escocia    | −11 (72-66-65-70=273) | Playoff   | Fredrik Jacobson                     |

Récord de desempates (playoffs) en el PGA European Tour (2–1)
| N.º | Año  | Torneo                            | Oponente              | Resultado                                 |
| --- | ---- | --------------------------------- | --------------------- | ----------------------------------------- |
| 1   | 1991 | Open de España                    | Severiano Ballesteros | Ganó con birdie en el 7° hoyo extra       |
| 2   | 2002 | Abierto de Escocia                | Fredrik Jacobson      | Ganó con birdie en el 1° hoyo extra       |
| 3   | 2002 | Alfred Dunhill Links Championship | Pádraig Harrington    | Perdió ante un birdie en el 2° hoyo extra |

#### Triunfos en la Gira Argentina (44)
Lista incompleta
- 1983 (3) Campeonato PGA de la Argentina, Abierto de La Cumbre, Highland Grand Prix
- 1984 (8) Abierto de Cariló, Abierto del Litoral, Abierto de La Cumbre, Abierto del Centro, San Martín Grand Prix, Abierto del Chaco, Ituzaingó Grand Prix, Abierto del Jockey Club de Rosario
- 1986 (1) Campeonato PGA de la Argentina
- 1987 (4) Sevel Grand Prix, Abierto del Norte, Los Cardales Grand Prix, American Express Grand Prix
- 1988 (4) Abierto del Sur, Abierto de Punta del Este (Uruguay), Abierto del Centro, Abierto Norpatagónico
- 1989 (3) Abierto de la República, Sevel Grand Prix, Los Lagartos Grand Prix
- 1990 (2) Campeonato PGA de la Argentina, Abierto del Centro
- 1991 (3) Acantilados Grand Prix, Abierto del Centro, Abierto del Norte (empatado con Adan Sowa)
- 1992 (3) Campeonato PGA de la Argentina, Abierto del Sur, Abierto del Norte
- 1993 (1) Campeonato PGA de la Argentina
- 1994 (1) Abierto del Norte
- 1995 (2) Abierto de Punta del Este(Uruguay), Abierto del Centro
- 1996 (2) Campeonato PGA de la Argentina, Abierto del Centro
- 1997 (2) Campeonato PGA de la Argentina, Las Delicias Open
- 1998 (2) Acantilados Grand Prix, Abierto del Norte
- 1999 (3) Campeonato PGA de la Argentina, Abierto del Centro, Abierto de La Cumbre

#### Triunfos en Córdoba (5)
- 1982 (4) Torneo de Centro Cuyo, Torneo de Bell Ville, Campeonato PGA de Córdoba, Torneo de La Cumbre
- 1984 (1) Torneo de Bell Ville

#### Otros triunfos (11)
- 1980 Torneo de Caddies de la Argentine
- 1984 Abierto de Chile
- 1987 Torneo de Sierra de la Ventana (Argentina), Equipo Sudamericano (Argentina), Abierto Príncipe de Gales (Chile), Abierto de Santo Domingo (Chile), Sports Frances Open (Chile)
- 1997 Abierto de Las Brisas (Chile)
- 1998 Abierto de México, Las Brisas Open (Chile)
- 2000 Desafío de Maestros (Argentina)

#### Triunfos en la Gira Europea Senior (2)
| N.º | Fecha                | Torneo                        | Resultado ganador  | Margen   | Segundo puesto                   |
| --- | -------------------- | ----------------------------- | ------------------ | -------- | -------------------------------- |
| 1   | 21 de agosto de 2005 | Travis Perkins Senior Masters | −11 (70-67-68=205) | 8 golpes | Luis Carbonetti, Nick Job        |
| 2   | 6 de agosto de 2000  | Wentworth Senior Masters      | −9 (71-66-70=207)  | 2 golpes | Horacio Carbonetti, Sam Torrance |

#### Triunfos en el Champions Tour (5)
| Tipos de torneo                      |
| Majors del Champions Tour (2)        |
| Otros eventos del Champions Tour (3) |

| N.º | Fecha                    | Torneo                     | Resultado ganador     | Margen   | Segundo puesto              |
| --- | ------------------------ | -------------------------- | --------------------- | -------- | --------------------------- |
| 1   | 27 de agosto de 2006     | JELD-WEN Tradition         | −13 (72-70-68-65=275) | Playoff  | Lonnie Nielsen              |
| 2   | 6 de julio de 2008       | Dick's Sporting Goods Open | −17 (65-65-69=199)    | 1 golpe  | Fulton Allem, Gary Koch     |
| 3   | 3 de agosto de 2008      | U.S. Senior Open           | −6 (67-69-65-73=274)  | 4 golpes | Fred Funk                   |
| 4   | 28 de septiembre de 2008 | SAS Championship           | −15 (68-67-66=201)    | 3 golpes | Tom Kite                    |
| 5   | 8 de marzo de 2009       | Toshiba Classic            | −11 (66-68-68=202)    | 1 golpe  | Mark O'Meara, Joey Sindelar |

Récord de desempates (playoffs) en el Champions Tour (1–1)
| N.º | Año  | Torneo              | Oponente       | Resultado                                  |
| --- | ---- | ------------------- | -------------- | ------------------------------------------ |
| 1   | 2006 | Senior British Open | Loren Roberts  | Perdió ante un par en el primer hoyo extra |
| 1   | 2006 | JELD-WEN Tradition  | Lonnie Nielsen | Ganó con un birdie en el primer hoyo extra |

## Carrera política
Cuando aún estaba en plena carrera deportiva empezó a interesarse en la política y en 1999 declaró: "Uno de los sueños más grandes que tengo es ser, algún día, intendente de Villa Allende. Sé que tengo el apoyo del 80% de la gente". Hacia 2013 comenzó a planear la candidatura.
En 2015 se presentó como candidato por el partido Propuesta Republicana y ganó las elecciones, superando a Héctor Colombo, de Unión por Córdoba, que procuraba la reelección. Romero obtuvo cerca del 45 % de los votos, contra el 29 % de su rival más cercano. Fue reelecto como intendente el 14 de abril de 2019.